# Kane Hodder
Kane Warren Hodder (Auburn, 8 aprile 1955) è un attore e stuntman statunitense, principalmente noto per aver interpretato quattro volte il famigerato serial killer Jason Voorhees nella serie cinematografica horror di Venerdì 13 (nei capitoli 7, 8, 9 e 10). Ha inoltre interpretato grazie alla motion capture Jason per una quinta volta nel videogioco Friday the 13th: The Game, uscito il 26 maggio 2017.

## Filmografia parziale

### Attore
- California Poker (California Split), regia di Robert Altman (1974)
- La casa di Helen (1987)
- Prison (1987)
- Venerdì 13 parte VII - Il sangue scorre di nuovo (Friday the 13th Part VII: The New Blood (1988)
- Venerdì 13 parte VIII - Incubo a Manhattan (Friday the 13th Part VIII: Jason Takes Manhattan) (1989)
- I migliori (Best of the Best), regia di Robert Radler (1989)
- Giustizia a tutti i costi (1991)
- Trappola in alto mare (Under Siege), regia di Andrew Davis (1992)
- Jason va all'inferno (Jason Goes to Hell: The Final Friday) (1993)
- Famiglia in fuga (Father Hood), regia di Darrell Roodt (1993)
- Kickboxing mortale (Best of the Best 2), regia di Robert Radler (1993)
- Facile preda (Fair Game), regia di Andrew Sipes (1995)
- Wishmaster - Il signore dei desideri (Wishmaster), regia di Robert Kurtzman (1997)
- T.N.T. - Missione esplosiva (T.N.T.), regia di Robert Radler (1997)
- The Protector, regia di Jack Gill (1998)
- Watchers Reborn, regia di John Carl Buechler (1998)
- In fuga dal passato (Hitman's Run), regia di Mark L. Lester (1999)
- Jason X (Jason X), regia di James Isaac (2001)
- Daredevil, regia di Mark Steven Johnson (2003)
- Monster, regia di Patty Jenkins (2003)
- Grind, regia di Casey La Scala (2003)
- La casa del diavolo (The Devil's Rejects), regia di Rob Zombie (2005)
- B.T.K. (Bind Torture and Kill) (2008)
- Hatchet (2006)
- Frozen, regia di Adam Green (2010)
- Hatchet II (2010)
- Hatchet III (2012)
- Ed Gein: The Butcher of Plainfield (2007)
- Chillerama, regia di Adam Rifkin, Tim Sullivan, Adam Green e Joe Lynch (2011)
- Alice D (2014)
- Freddy vs. Jason vs. Ash Comic Film, regia di Steven Grisez (2020)